# 統計部守衛殺人事件
統計部守衛殺人事件（とうけいぶしゅえいさつじんじけん）とは、1953年7月25日にアメリカ占領下の沖縄の那覇市で発生した殺人事件。

## 事件の概要
1953年7月25日午前2時、琉球政府統計部と食糧会社の倉庫がある一帯で異常な物音がしたので、食糧会社の管理人が駆けつけると、統計部の守衛が倒れていた。守衛は至近距離から発砲され弾が貫通していた。そして、辺りを見渡すと窓ガラスが外されて、金庫をこじ開けようとした跡が見られた。事件直後の守衛の意識ははっきりしていたが、入院先の病院で容態が悪化、7月30日に死亡した。
事件発生前の7月19日に、当時那覇市にあった米軍第21郵便部隊から拳銃が盗まれる事件が発生しており、この拳銃が犯行に使われた可能性が高いと琉球警察は推測した。
8月1日、コザ警察署（現沖縄警察署）管内で拳銃を使った恐喝事件が発生し、聾唖者の男を逮捕した。拳銃を調べたところ、郵便部隊のものと一致した。そして男を統計部の犯行現場に連れていくと、手振り素振りで犯行を「自供」した。後に共犯者も逮捕された。

## 裁判
1955年1月17日、中央巡回裁判所は両人に無期懲役を言い渡した。